# Hovmantorp
Hovmantorp er den største by i Lessebo kommune, Kronobergs län, Småland, Sverige. Byen, der ligger ved søen Rottnen, ligger i Glasriget.